# 798
| 798                |
| ------------------ |
| Dødsfald - Fødsler |
|                    |

| Gregoriansk kalender | 798 DCCXCVIII           |
| Ab urbe condita      | 1551                    |
| Armensk kalender     | 247 ԹՎ ՄԽԷ              |
| Kinesiske kalender   | 3494 – 3495 丁丑 – 戊寅 |
| Etiopisk kalender    | 790 – 791               |
| Jødisk kalender      | 4558 – 4559             |
| Hindukalendere       |                         |
| - Vikram Samvat      | 853 – 854               |
| - Shaka Samvat       | 720 – 721               |
| - Kali Yuga          | 3899 – 3900             |
| Iransk kalender      | 176 – 177               |
| Islamisk kalender    | 182 – 183               |

Se også 798 (tal)